# Nerva Jercan
Nerva Jercan (n. 1895, Șiclău, Județul Arad, Regatul Ungariei – d. secolul XX) a fost un deputat în Marea Adunare Națională de la Alba Iulia, organismul legislativ reprezentativ al „tuturor românilor din Transilvania, Banat și Țara Ungurească”, cel care a adoptat hotărârea privind Unirea Transilvaniei cu România, la 1 decembrie 1918..

## Biografie
Nerva Jercan s-a născut în Șiclău în anul 1895. A terminat studiile la Institutul Teologic din Arad, Dreptul și doctoratul la Cluj-Napoca. A fost avocat și referent școlar pe lângă Episcopia Ortodoxă din Oradea, director al internatului Nicolae Jinga din Oradea. După 1918 a fost membru al Casei Naționale din Bihor și al Comitetului Băncii Victoria din Oradea..

## Activitatea politică
Nerva Jercan a fost deputat în Adunarea Națională din 1 decembrie 1918..